# Fūman
Fūman (persiska: فومن) är en kommunhuvudort i Iran.   Den ligger i provinsen Gilan, i den nordvästra delen av landet, 250 km nordväst om huvudstaden Teheran. Fūman ligger 33 meter över havet och antalet invånare är 27 763.
Terrängen runt Fūman är platt åt nordost, men åt sydväst är den kuperad. Runt Fūman är det ganska tätbefolkat, med 111 invånare per kvadratkilometer. Fūman är det största samhället i trakten. Trakten runt Fūman består till största delen av jordbruksmark.